# Tegenkoppeling

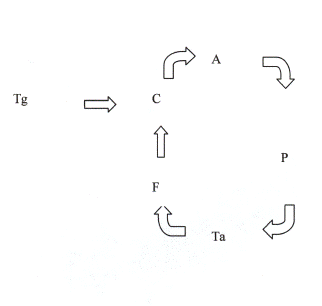
P = Geregeld proces
G = te handhaven grootheid: de kamertemperatuur
T_{g} = ingestelde waarde van de grootheid: gewenste temperatuur
T_{a} = actuele waarde van de grootheid: gemeten temperatuur
F = terugkoppelingsmeter (feedback transducer): de thermometer
C = vergelijker (compensator; T_{g} - T_{a} = I): de thermostaat
A = uitvoerder (actuator): de kachel
De vergelijker trekt de gemeten waarde af van de ingestelde waarde: T_{g} - T_{a} = i. Er zijn nu drie mogelijkheden:
a) i = 0 : geen actie
b) i > 0 : kachel aan
c) i < 0 : kachel uit

Tegenkoppeling of negatieve terugkoppeling is een vorm van terugkoppeling waarmee een proces negatief wordt beïnvloed tot eventueel de oorspronkelijke waarde weer is bereikt. Dit is het tegengestelde van een meekoppeling, waarmee een proces juist positief wordt beïnvloed.
Tegenkoppeling heeft in het algemeen betrekking op systemen. Via terugkoppeling worden toestanden in systemen op het gewenste niveau gehouden. De term wordt onder meer specifiek gebruikt met betrekking tot de regeltechniek, de elektronica, de mechanica, de pneumatiek, de scheikunde, de biologie en de economie. 

## Stabiel vs. instabiel systeem
Wanneer een systeem - van wat voor aard dan ook - vastloopt als het uit zijn evenwicht wordt gebracht, spreekt men van een instabiel systeem. Veelal kan een dergelijk systeem weer stabiel gemaakt worden door een zekere vorm van tegenkoppeling te introduceren.

## Praktijkvoorbeelden
Een voorbeeld van tegenkoppeling in de infrastructuur  is wanneer het verkeersaanbod op een stuk snelweg groter is dan de verwerkingscapaciteit van die weg. Hierdoor ontstaat er een verkeersopstopping en treden er files op. Dit wordt via de verkeersinformatie bekendgemaakt, waardoor mensen de betreffende weg indien mogelijk gaan mijden. Hierdoor neemt het verkeersaanbod weer af, en de files lossen uiteindelijk op. Wanneer er geen tegenkoppeling (de verkeersinformatie) zou zijn, zou er geen afnemend verkeersaanbod zijn en zouden de files blijven bestaan (totdat uiteindelijk het verkeersaanbod om wat voor andere reden dan ook zou afnemen).
Andere voorbeelden van tegenkoppeling zijn:
- Een thermostaat.
- De automatische fijnafstemming van (FM-) radio's en televisies.
- Een hogere temperatuur op aarde veroorzaakt een grotere verdamping, en daardoor meer wolken en sneeuwval, waardoor het albedo toeneemt en de temperatuur als gevolg hiervan weer zal dalen.
- Slechte schoolcijfers resulteren in meer aandacht van de docent, waardoor de cijfers weer gaan stijgen.
- Wie schulden heeft, gaat zuiniger leven of meer inkomen proberen te verdienen waardoor de schuld weer afneemt.